# Дубай (емірат)

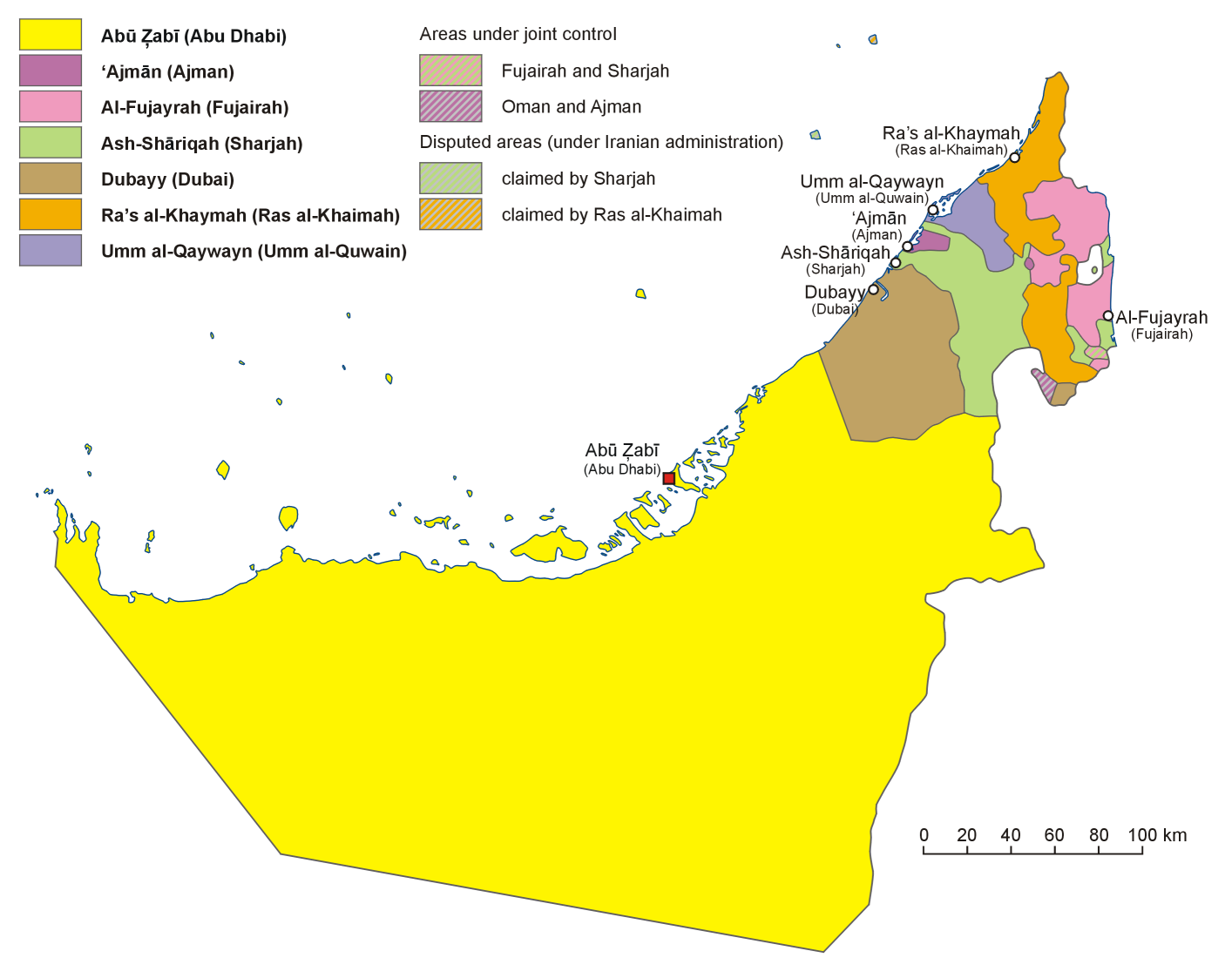
ОАЕ

Дуба́й (араб. دبيّ, duːˈbaɪ) — один з еміратів в складі ОАЕ. Столиця емірату — місто Дубай. Емірат з його столицею є великим торговим, фінансовим, туристичним центром на Близькому Сході.

## Етимологія
Існує мало записів, які стосуються історії та культури ОАЕ або еміратів, що входять до їх складу, і усні традиції регіону, фольклор і міфи не були записані. Відтак мовне походження слова Дубай є спірними. Деякі вважають, що воно походить з перської мови, у той час як деякі вважають, що мовний корінь назви лежить в арабській мові. Ця думка заснована на тому, що територія міста до його заснування була заселена арабами, і що вони завжди давали свої назви областям, які вони займали, не звертаючи уваги на існуючу топоніміку. За словами Аль-Будура (Budoor), згадка назви «Дубай» можна знайти в багатьох історіях. Одна з них про жінку, яку звали Дубаа (Dubaa) і яка жила в цьому районі. На інші посилається Фідель Гандаль (Fedel Handhal), дослідник історії та культури ОАЕ, який стверджує, що слово Дубай може походити від слова Даба (похідна форма від слова Ядуб (Yadub), що означає «повзати»), посилаючись на повільну течію Дубай-Крік. Поет і вчений Ахмад Мухаммед Обейд просліджує назву до того ж слова, але до іншого його значення — сарана, посилаючись на арабське прислів'я, яке говорить, що «вони прийшли з Даба Дубай» і означає, що вони прийшли з роєм сарани з цього району.
Ще однією версією походженням є утворення від слова Дуббор (Dubbor), яке позначає бджіл, у яке скорочується до Дібі (Dibi).
У 1820-х роках в книгах англійських істориків Дубай називали «Аль-Васл» (Al Wasl). Ця географічна назва охоплювала сучасні області Джумейра, Шиндага, Дейра і Бар-Дубай.
Тим не менше, дослідники прийшли до двох різних висновків про назву. Аль-Будур стверджує, що слово «Дубай» як назва було згадано в шостому столітті в книгах, як назва місцевості. Існує дуже мало свідчень про походження Дубаї, за винятком згадок в історіях, що розповідають літні мешканці Дубаю.

## Географія
Дубай розташований на узбережжі Перської затоки в Об'єднаних Арабських Еміратах і приблизно на рівні моря (16 м). На півдні і південному заході межує з еміратом Абу-Дабі, на півночі і сході з еміратом Шарджа і Султанатом Оман на південному сході. Хатта, незначний ексклав емірату, оточений з трьох боків Оманом і еміратами Аджман (на заході) та Рас-Аль-Хайма (на півночі). Води Перської затоки омивають межі емірату із заходу, протяжність узбережжя — 72 км. Дубай розташований на 25°16′11″ пн. ш. 55°18′34″ сх. д. / 25.2697° пн. ш. 55.3095° сх. д. і займає площу в 4 110 км², яка показує суттєве розширення від свого первісного розміру в 3 900 км² за рахунок меліорації земель морського дна.

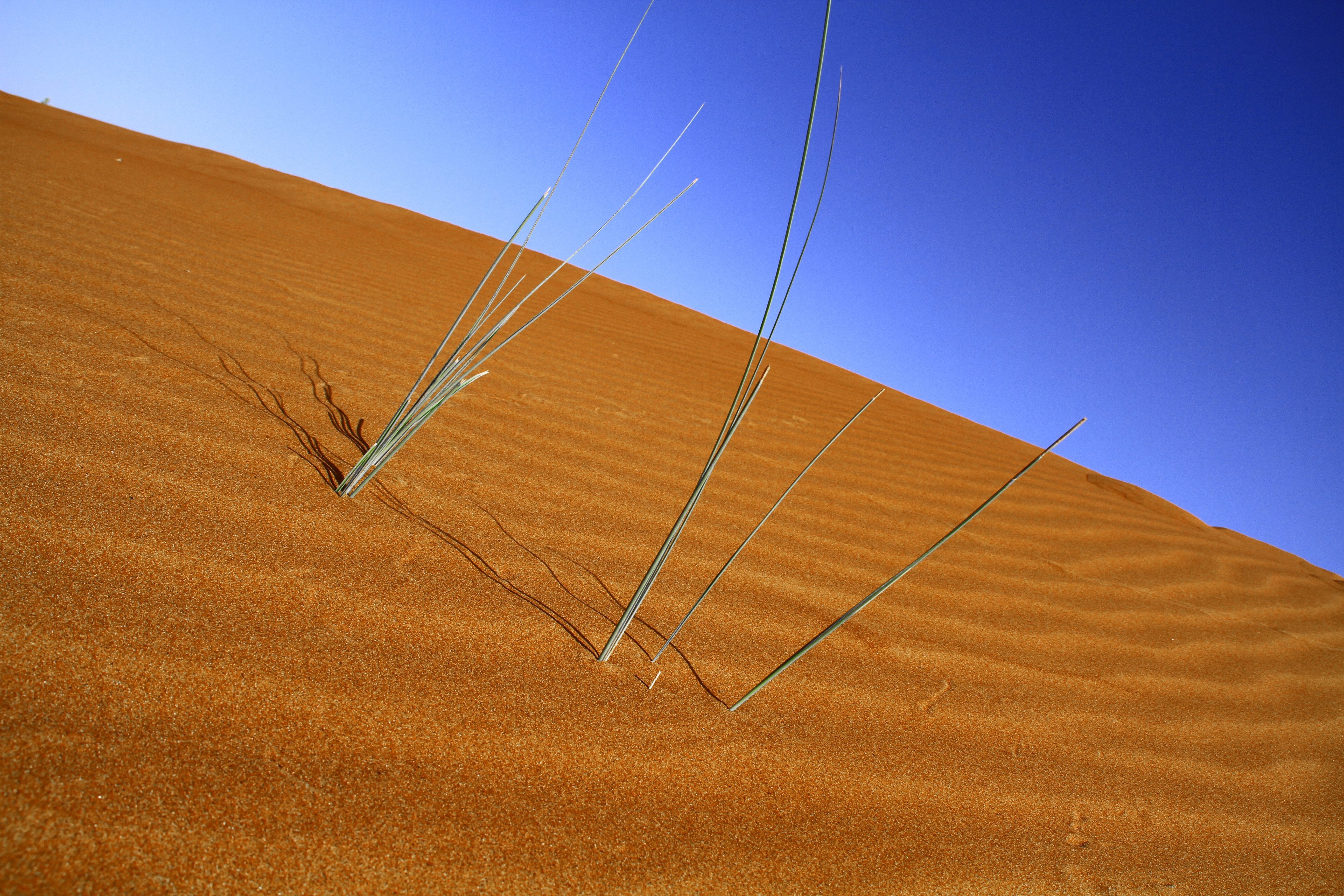
Вигляд пустелі в еміраті Дубай.

Дубай розташований безпосередньо в Аравійській пустелі. Тим не менш, топографія Дубая значно відрізняється від південної частини ОАЕ в тому, що більша частина пейзажу Дубая складена піщаною пустелею, у той час як у більшій частині південних регіонів країни домінують гравійні пустелі. Пісок складається в основному з подрібнених мушель і коралів і є добрим, чистим і білим. Схід емірату, прибережні рівнини, вкриті кіркою солі, відомої як сабха (англ. sabkha), простягаються з півночі на південь рядами дюн. Далі на схід, дюни стають більшими і забарвлюються в червоний колір, через високий вміст оксиду заліза.
Плоска піщана пустеля змінюється Західними горами Хаджар, які проходять уздовж кордону Дубая з Оманом та Хатта. Західний масив Хаджар має посушливий, зазубрений і розбитий ущелинами краєвид, чиї гори в деяких місцях піднімаються на висоти до 1 300 метрів. У Дубаї немає природних річок або оаз, однак, Дубай має природну бухту, Дубай-Крік , яку було поглиблено, щоб зробити її достатньо глибокою для проходу великих суден. У Дубаї також знаходяться декілька ущелин і водних джерел, яких зосереджені у Західних Аль-Хаджарських горах. Безмежні піщані дюни охоплюють більшу частину південного Дубая, і в кінцевому підсумку переходять в пустелю відому як Руб-ель-Халі. Сейсмічно, Дубай знаходиться в дуже стабільній зоні — найближча сейсмічна лінія розлому, розлом Загрос, знаходиться за 200 км за територією ОАЕ і навряд має який-небудь сейсмічний вплив на Дубай.Експерти також прогнозують, що можливість цунамі в регіоні мінімальна, тому що води Перської затоки не достатньо глибокі, щоб там могли утворитися цунамі.
В піщаних пустелях, що оточують місто, іноді ростуть дикі трави і зрідка фінікові пальми. Пустельні гіацинти ростуть на сабха, що простягається на схід від міста, у той час як акація і ґхаф (англ. Prosopis cineraria) ростуть в плоских рівнинах в безпосередній близькості від західних Аль-Хаджарських гір. Кілька місцевих дерев, таких як фінікова пальма і нім, а також імпортовані дерева, такі як евкаліпти, ростуть у природних парках Дубая.
Вихляї (англ. Chlamydotis undulata), смугасті гієни, каракали, пустельні лисиці, соколи та арабські орикси часто зустрічаються в пустелі Дубая.
Дубай знаходиться на шляху міграції між Європою, Азією і Африкою, тож більше 320 видів перелітних птахів проходять через емірат навесні і восени.
Води Дубаю є домом для понад 300 видів риб. Типовими представниками морського життя біля узбережжя Дубаю є тропічні риби, медузи, корали, дюгоні, дельфіни, кити і акули. Різні види черепах також водяться в цьому районі, включаючи черепаху Бісса та Зелену черепаху, які є зникаючими видами.

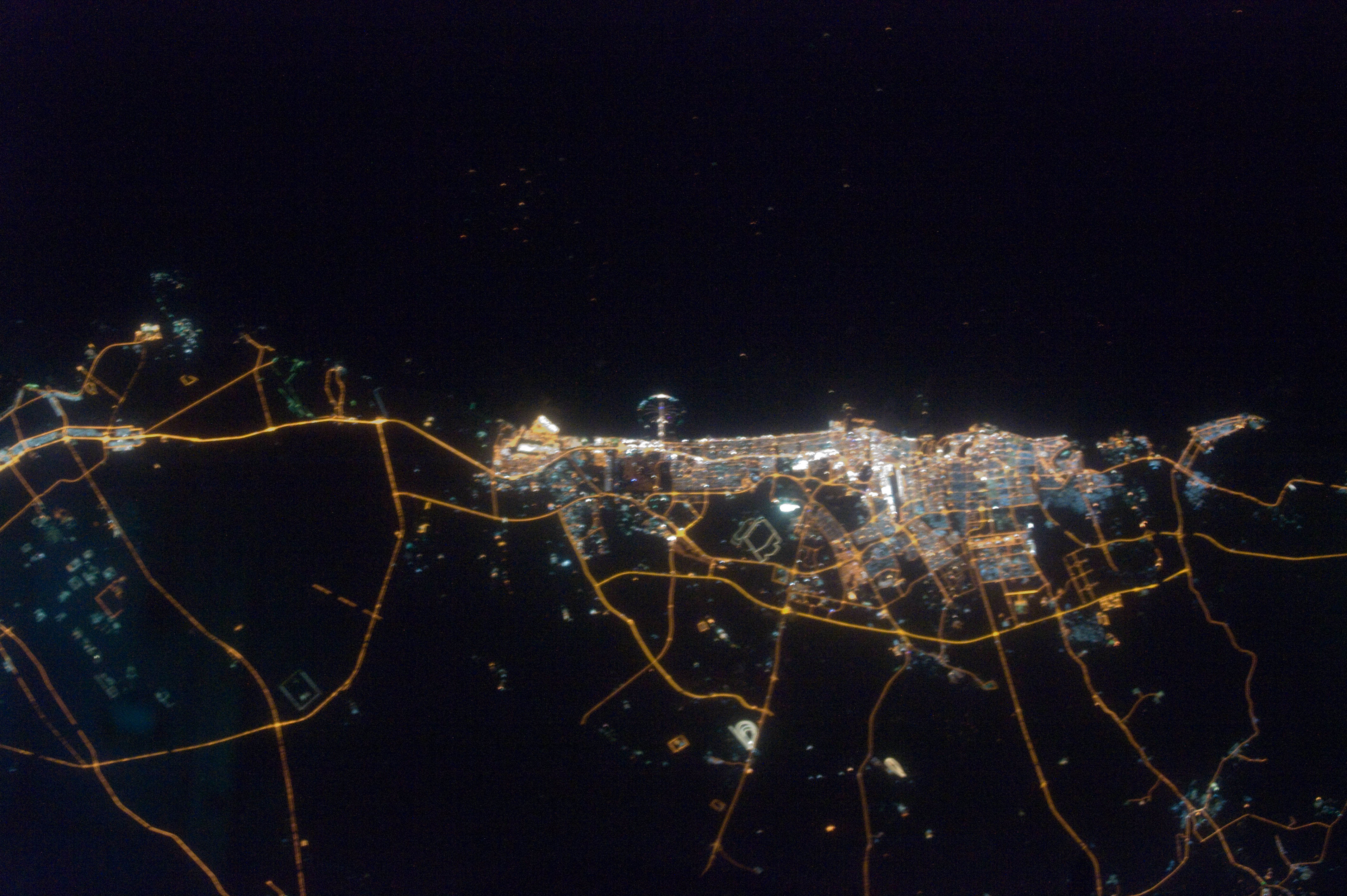
Столичний регіон Дубай-Шарджа-Айман вночі

Протока Крік проходить через Дубай з північного сходу на південний захід і ділить його на дві частини. На західному березі розташований район Бар-Дубай. На східному — район Дейра, що обмежується еміратом Шарджа на сході та передмістя Аль-Авір на півдні. Міжнародний аеропорт Дубая розташований в південній частині Дейри, у той час як Пальма Дейра розташована на північ від Дейри, у Перській затоці. Велика частина буму нерухомості в Дубаї зосереджена на захід від Дубай-Крік, на прибережному поясі Джумейра. Порт Рашид, Джебель-Алі, Бурдж аль-Араб, Пальма Джумейра і тематичні зони, такі як Бізнес-Бей, розміщуються у цій частині. Обидві частини міста з'єднуються у трьох місцях — мостами Аль-Мактум і Аль-Гархуд і знаменитим тунелем Шіндога — прототипом тунелю під Ла-Маншем, який проходить під гирлом протоки.

## Історія
Вже в стародавніх релігійних писаннях арабського світу Дубай згадувався як велике торгове місто.
У перші дні з моменту її створення, Дубай був постійно в протиріччях з Абу-Дабі. У 1947 році прикордонна суперечка між Дубаєм і Абу-Дабі в північному секторі їх спільного кордону, переросла у війну. Арбітраж під проводом Британії створив буферний кордон на південний схід від узбережжя в Рас Хасіан, що призвело до тимчасового припинення військових дій.
Електрифікація, телефонний зв'язок і аеропорт були створені в Дубаї в 1950-ті роки, коли британці перенесли сюди свої місцеві адміністративні офіси з Шарджі. Після довгих років досліджень, в Абу-Дабі знайшли нафту, а у Дубаї в 1971 році також виявили її поклади, хоча і в набагато менших кількостях, після чого місту надавалися пільги для міжнародних нафтових компаній. Відкриття нафти призвело до масового припливу іноземних робітників, в основному індійців і пакистанців. Між 1968 і 1975 роками населення регіону зросло більш ніж на 300 %.
2 грудня 1971 Дубай, разом з Абу-Дабі і п'ятьма іншими еміратами утворили Об'єднані Арабські Емірати на території, що колись була підконтрольною, Великій Британії — на лівому березі Перської затоки. У 1973 році Дубай приєднався до інших еміратів з їх валютною системою і грошовою одиницею: Дірхам. У 1970-х роках, Дубай продовжує рости за рахунок надходжень від нафти і торгівлі. Емірат, як і місто піддавалися значному припливу іммігрантів та біженців від громадянської війни в Лівані. Прикордонні суперечки між Еміратами тривали навіть після формування ОАЕ і тільки в 1979 році формально був досягнутий компроміс, який закінчив військові дії. У 1979 році на території емірату була створена найбільша в історії людства штучна гавань Джебель-Алі. Велика частина вантажно-розвантажувальних площ порту була призначена для контейнерних перевезень. У 1970-ті роки на цій величезній території, площею 40 км² на південь і схід від порту, працювали лише 4 компанії з незначною кількістю вантажних кранів. Правляча в Дубаї сім'я аль-Мактум доклала чималих зусиль для залучення в Джебель-Алі великих торгових фірм і компаній — у тому числі шляхом створення на території порту «зони вільної торгівлі» — Jebel Ali Free Zone (JAFZ).
Війна в Перській затоці в 1990 році справила величезний вплив на місто. Інвестори забрали величезну кількість грошей з дубайських банків у зв'язку з невизначеною політичною обстановкою в регіоні. Пізніше, в 1990-ті роки, багато іноземних торгових організацій (спочатку з Кувейту, у ході війни в Перській затоці, згодом з Бахрейна, під час шиїтських безладів) перевезла свій бізнес в Дубаї.
Назва емірату перекладається з арабської як «сарана, що вилупилася з личинки». З 1830 року і дотепер правителями Дубай є члени родини Аль-Мактум.

## Самоуправління та адміністрування
Уряд Дубая діє в рамках конституційної монархії на чолі з сім'єю Аль-Мактум. Нинішній правитель, Мохаммед ібн Рашид аль-Мактум, також віце-президент і прем'єр-міністр Об'єднаних Арабських Еміратів і член Верховної Ради Союзу. Дубай призначає вісім членів у двох періодах в Федеральну національну раду в ОАЕ — вищий федеральний законодавчий орган.
Муніципалітет Дубая був створений в 1954 році для цілей міського планування, громадських послуг та утримання місцевих підприємств.
Муніципалітет Дубая включає в себе кілька відділів, таких як Департамент доріг, Проектно-вишукувальний департамент навколишнього середовища, Департамент охорони здоров'я та Департамент з фінансових питань. Муніципалітет Дубая також відповідає за міські санітарії та каналізаційні інфраструктури.
Поліція Дубая, заснована в 1956 році в місцевості Наїф, має правоохоронну юрисдикцію в еміраті. Збройні сили знаходиться під безпосередньому командуванню Мухаммеда бен Рашида аль-Мактума, правителя Дубая.
Дубай і Рас-ель-Хайма є еміратами, які не відповідають федеральній судовій системі Об'єднаних Арабських Еміратів. Систему судових інстанцій емірату складають суди першої інстанції, апеляційний суд та касаційний суд. Суд першої інстанції складається з цивільного суду, який розглядає всі цивільні позови, кримінального суду, який розглядає претензії, що випливають зі скарг на дії поліції, і шаріатського суду, який відповідає за відносини між мусульманами.
Касаційний суд є вищим судом емірату і розглядає спори, що стосуються лише закону.

## Демографія
| Рік  | Кількість населення |
| 1953 | 50 000              |
| 1968 | 59 000              |
| 1975 | 183 187             |
| 1980 | 276 301             |
| 1985 | 370 788             |
| 1993 | 610 926             |
| 1995 | 689 420             |
| 2000 | 862 387             |
| 2005 | 1 321 453           |
| 2016 | 2 698 600           |

За оцінками Дубайського центру статистики, в 2016 році населення емірату становило 2 698 600 жителів (1 888 520 чоловіків та 810 080 жінок), середній вік яких становив 30 років. З огляду на це, густота населення становить 655,96 га / км², рівень народжуваності на рік був 12,8 народження на 1000 населення, а смертність - 1,1 на 1000 жителів.
Показово, що високий рівень життя, політична і економічна стабільність, спричиняють збільшення кількості робочих місць і все це навертає сюди громадян з різних країн світу. Відтак, загальна кількість жителів ОАЕ становить близько 8 500 000, що в кілька разів більше за його етнічних мешканців.

### Етнічний склад
Кількість корінних жителів в Дубаї становить близько 15%. Майновий стан практично всіх з них становить кілька мільйонів або навіть мільярдів. Держава дбає саме про цю етнічну складову підтримуючи їх уже з народження. Соціальна опіка держави починається від медичних закладів й навіть житловою компенсацією, приміром: у найбіднішого корінного жителя Дубая є вілла з будиночком для прислуги і просторим гаражем. Причому якщо з яких-небудь причин громадянин ОАЕ не може самостійно купити житло, держава надає йому безкоштовно. До того ж, кожна молода арабська сім'я після 3 років шлюбу отримує від уряду ОАЕ будинок або грошову компенсацію в розмірі 115 тисяч доларів. Навіть послуги прислуги, а це водій, няня, садівник і доморобітниця, також оплачує держава. Відтак місцеві жителі Дубаю або працюють в державних структурах, або перебувають на керівних посадах у великих організаціях, або ж зовсім не працюють.
За останнє століття склалося так, що найбільше в Дубаї іммігрантів - майже 85% від загальної кількості населення міста. В основному це вихідці з Китаю, Філіппін, Індії, Пакистану, Бангладеш, держав Центральної та Східної Африки. В колі емігрантів сформувалася своя етнічна сегментація — кожній галузі економіки чи послуг переважають працівники певної нації: пакистанці та індуси здебільшого працюють таксистами, будівельниками або базовим персоналом в офісах; в домашньою прислугу найчастіше обирають філіппінців.

### Мови в Дубаю
Державною мовою в еміраті Дубай є арабська. Але цей аравійський діалект арабської мови все частіше стає маловживаним, оскільки ним володіють лише 15% корінних дубайців, які не завше вже ним послуговуються і навіть у побуті.
Проте в Дубаї та інших великих містах абсолютна більшість, особливо молоде покоління, говорить англійською. Практично всі написи в туристичних центрах ОАЕ: назви, дорожні та інші покажчики, меню в ресторанах та інше продубльовані англійською мовою.
В результаті значної імміграції (особливо їх компактного проживання та державної політики сегрегації), приїжджі поселенці можуть тривалий час перебувати в комфортному національному середовищі. Відтак в еміраті поширені й інші мови: урду, хінді, перська, бенгальська, пенджабська, пуштунська, малайська, тамільська, телугу, белуджійська, тагальська та китайська.

## Економіка

### Макроекономіка
На 2009 рік борги емірату і його держкомпаній складають $ 80 млрд, що більше ніж ВВП емірату. З них $ 59 млрд припадає на інвестиційну компанію Dubai World.
Економіка Дубая оцінювалася в US $ 46 млрд в 2006 році. На початку 2000-х років спад сповільнився, призупинився й будівельний бум.
International Herald Tribune описала Дубай як «централізовано-плановий ринковий капіталізм.» Хоча економіка Дубая була побудована на західній нафтовій промисловості, на доходи від нафти і природного газу в наш час[коли?] припадає менше 6 % валового внутрішнього продукту економіки емірату. Дубай став важливим портом для західних виробників. Більшість організацій нового міста, банківський і фінансовий центр має штаб-квартиру в районі порту. Дубай зберігає своє значення як торговий шлях в 1970-х і 1980-х років. Місто Дубай є центром вільної торгівлі і до 1990-х роках був центром "жвавої контрабандної торгівлі "золотих злитків в Індії, де золото імпорт був обмежений.
Сьогодні Дубай є важливим туристичним і порт (Джебель-Алі, побудований в 1970-х років, має найбільшу техногенну гавань у світі), але також все частіше розвивається як центр для сфери послуг, таких як ІТ і фінансів, з нового Дубайського міжнародного фінансового центру (DIFC). Транспорт зміцнився за рахунок швидко зміцнілої компанії Emirates Airline, заснованої урядом в 1985 році і досі перебуваючої в власності державни; на базі міжнародного аеропорту Дубая, вона перевезла понад 28 млн пасажирів у 2006 фінансовому році і 24 млн роком раніше.
Уряд створив галузеві зони вільної торгівлі по всьому місту. Dubai Internet City, у наш час[коли?] в поєднанний з Dubai Media City в рамках TECOM (Dubai Technology, Electronic Commerce i Media Free Zone Authority) є одним з таких анклавів до складу якого входять ІТ-компаній, такі як Корпорація EMC, Oracle Corporation, Microsoft і IBM, і медіа-організації, на зразок MBC, CNN, Reuters, ARY і AP. Dubai Knowledge Village, освітній і навчальний центр, також створений як додаток до зон вільної торгівлі кластерів, Dubai Internet City і Dubai Media City, шляхом надання можливостей для навчання й подальшої роботи в кластерах. Доступ до Інтернету обмежений у більшості районів Дубая з проксі-сервера фільтрації сайтів вважається проти культурних і релігійних цінностей ОАЕ. Однак, райони, що обслуговуються TECOM (постачальником послуг Інтернет) в наш час[коли?] не фільтруються.

### Компанії
Найбільшою компанією Дубая є державна інвестиційна компанія Об'єднаних Арабських Еміратів Dubai World. Спочатку областю інтересів компанії був портовий бізнес. Згодом відбулася диверсифікація інвестицій. Зараз під контролем Dubai World знаходяться об'єкти енергетики, фінансово-банківської сфери, розважального бізнесу.
У Дубаї також зареєстровані Borse Dubai (арабська холдингова компанія, яка володіє двома біржами: Дубайським фінансовим ринком і Дубайської міжнародною фінансовою біржею) і Mecca Cola World Company (виробник безалкогольного газованого напою Mecca-Cola)

### Порти
Протока Крік з глибокої давнини грав виняткову роль для Дубая і всього басейну Індійського океану, оскільки був зручною і безпечною гаванню для човнів і дерев'яних суден, що заходять у порти Перської затоки, Африки та Індії.
Всього в Дубаї розташовано три великих морських порти — Хамро, Рашид і Джебель-Алі. Найважливіший з них — Джебель-Алі, один з найкращих і найбільших портів у всій Перській затоці. Порт, збудований в 1971—1979 рр, володіє 67 причалами і розвиненою системою автодоріг. Джебель-Алі є вільною економічною зоною, що надає можливості безмитного імпорту, стовідсоткові права власності на будь-яке підприємство незалежно від підданства, дешеву електроенергію і розвинену інфраструктуру.

### Нафтовидобуток
Розвитку Дубая значно сприяло відкриття і видобуток нафти, роль нафтового бізнесу в економіці Дубая завжди була невелика в порівнянні з Абу-Дабі.
На 2009 рік доведені запаси нафти становлять 4 млрд барелів (в цілому по ОАЕ — 97,6 млрд). У Дубаї видобувається лише 80 000 барелів нафти на день — це $ 2,9 млрд доходів за рік при ціні бареля в 2008 році близько $ 100 (всього в ОАЕ — 2,27 млн барелів).

### Нерухомість
Завдяки притоку дешевих нафтодоларів і пов'язаних з цим дешевих кредитів, у 1990-х — 2000-х роках в Дубаї бурхливо ріс ринок нерухомості. У цей період було реалізовано кілька масштабних проектів, наприклад, насипні Дубай Маріна, хмарочос Бурдж Халіфа, однак, під час кризи 2009 року ціни на нерухомість стали різко знижуватися. З початку 2009 року по кінець III кварталу офіси подешевшали на 58 %, житло — на 43 %, а вакантні площі в нещодавно побудованих офісах становили 59 %.

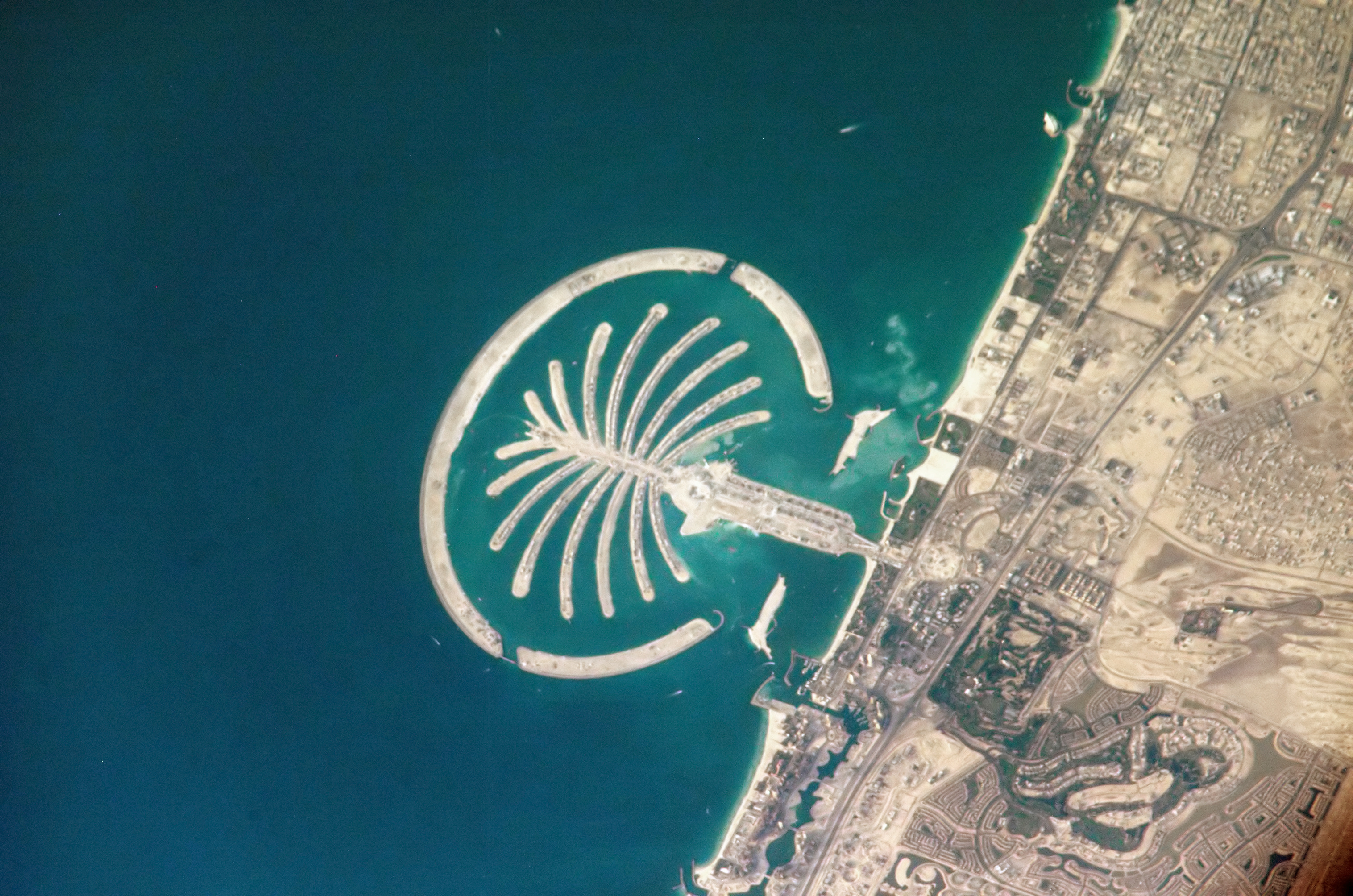
Пальмові острови, найбільші створені людиною острови.

Бум на ринку нерухомості багато в чому ґрунтується на мегапроектах — це лише деякі з багатьох проектів, запланованих в Дубай:
Офшор:
- Пальмові острови
- The World

Внутрішні:
- Дубай Маріна
- Бурдж Халіфа
- Dubai Waterfront
- Business Bay
- Dubailand
- Jumeirah Village

## Клімат
Дубай має дуже гарячий сухий клімат. Літо в Дубаї надзвичайно гаряче, вітряне і сухе, з середнім максимумом температури близько 40 °C і середнім мінімумом близько 30 °C. Більшість днів протягом усього року сонячні. Зими прохолодні і короткі, з високою середньою температурою від 23 °C вдень і мінімум від 14 °C вночі. Кількість опадів, однак, в останні кілька десятиліть збільшувалася й річне випадання дощу сягало 150 мм на рік.
| Клімат Дубая                               | Клімат Дубая | Клімат Дубая | Клімат Дубая | Клімат Дубая | Клімат Дубая | Клімат Дубая | Клімат Дубая | Клімат Дубая | Клімат Дубая | Клімат Дубая | Клімат Дубая | Клімат Дубая | Клімат Дубая |
| Показник                                   | Січ.         | Лют.         | Бер.         | Квіт.        | Трав.        | Черв.        | Лип.         | Серп.        | Вер.         | Жовт.        | Лист.        | Груд.        | Рік          |
| Абсолютний максимум, °C                    | 29           | 33           | 40           | 39           | 43           | 44           | 47           | 48           | 45           | 40           | 36           | 31           | 48           |
| Середній максимум, °C                      | 23           | 24           | 27           | 30           | 34           | 36           | 38           | 39           | 37           | 33           | 31           | 26           | 39           |
| Середня температура, °C                    | 17,5         | 19           | 21,5         | 24           | 28           | 30,5         | 33           | 33,5         | 31           | 27,5         | 24,5         | 20           | 33,5         |
| Середній мінімум, °C                       | 12           | 14           | 16           | 18           | 22           | 25           | 28           | 28           | 25           | 22           | 18           | 14           | 12           |
| Абсолютний мінімум, °C                     | 3            | 8            | 8            | 12           | 16           | 19           | 23           | 23           | 21           | 18           | 12           | 8            | 3            |
| Середня кількість сонячних годин на місяць | 248          | 252          | 248          | 300          | 341          | 330          | 341          | 310          | 300          | 310          | 300          | 248          | 3528         |
| Норма опадів, мм                           | 23           | 23           | 10           | 5            | 0            | 0            | 0            | 0            | 0            | 0            | 10           | 36           | 107          |
| Днів з дощем                               | 2            | 2            | 1            | 0            | 0            | 0            | 0            | 0            | 0            | 0            | 0            | 2            | 7            |
| ------------------------------------------ | ------------ | ------------ | ------------ | ------------ | ------------ | ------------ | ------------ | ------------ | ------------ | ------------ | ------------ | ------------ | ------------ |
| Джерело: BBC Weather                       |              |              |              |              |              |              |              |              |              |              |              |              |              |

### Туризм
Емірат Дубай є великим туристичним центром на Близькому Сході.
Дубай також відомий своїм комерційним районом Сук, що розташований по обидві сторони від гавані. Традиційно, плоскодонки з Далекого Сходу, Китаю, Шрі-Ланки, Індії доставляли вантажі і товари на базари, прилеглі до порту. Багато бутіків та ювелірних магазинів розмістилися цьому місті. Дубай став відомим як «Місто Золота» через Золотий ринок в будинках Дейра де розташовано майже 250 золотих роздрібних магазинів. Dubai Duty Free в Дубайському міжнародному аеропорту пропонує товари, обслуговуючи іноземних пасажирів, що користуються аеропортом.